# Bitva o hájovnu u Nezbudské Lúčky
Bitva o hájovnu u Nezbudské Lúčky byl střet v němž skupinka příslušníků SNB bránila objekt hájovny proti přesile banderovců. Obráncům nakonec přišly posily a banderovci ustoupili. V boji padl jeden Čechoslovák. Strážmistr Miloslav Novotný, velitel obránců hájovny. Novotný byl posmrtně povýšen do hodnosti štábního strážmistra.

### Související článek
- Akce B (1947)